# Кассиан из Новеллары
Кассиан (погиб в 303 году) — священномученик, епископ Новеллары. День памяти — 4 мая.
Святой Кассиан пострадал во время правления императора Диоклетиана 6 марта 303 года. По преданию с ним пострадали христиане, коих звали Дионисий, Дамиан, Аполлон, Бон (Bono), Веспасиан, Кастор, Полиан, Текла (Tecla), Феодора, Луцилла и Леонида.
С 1603 года мощи святого почитаются в носящем его имя приходском храме города Новеллара.